# 朝阳镇 (昌图县)
朝阳镇，是中华人民共和国辽宁省铁岭市昌图县下辖的一个乡镇级行政单位。

## 行政区划
朝阳镇下辖以下地区：
朝阳社区、下沟村、西关村、前泊村、八里村、广文村、高平村、马家店村、邱家村、老坊村、朝阳村、高台子村和杨树村。